# Gilberto de Almeida Rêgo
Gilberto de Almeida Rêgo (21 tháng 2 năm 1881 – 21 tháng 10 năm 1961) là một trọng tài bóng đá người Brasil. Ông là trọng tài chính tại Giải vô địch bóng đá thế giới 1930. Ông nổi tiếng với việc mắc sai lầm bằng việc thổi còi kết thúc trận đấu sớm hơn 6 phút trong trận Argentina - Pháp tại World Cup 1930. Cũng tại World Cup 1930, trong trận đấu giữa Nam Tư và Uruguay tại bán kết World Cup 1930, Ông đã mắc phải hai sai lầm nghiêm trọng đó là việc ông đã từ chối bàn thắng hợp lệ của đội tuyển Nam Tư mà không nói rõ lý do. Sai lầm thứ hai của ông ta đó là việc ông ta công nhận bàn thắng không hợp lệ của đội tuyển Uruguay khi bóng đã lăn ra ngoài một cách rõ ràng và một viên cảnh sát đứng ngoài sân đã cố tình đá quả bóng vào lại trong sân khiến các cầu thủ Nam Tư bất ngờ và các cầu thủ Uruguay đã tận dụng cơ hội để ghi bàn nâng tỉ số trận đấu lúc đó thành 3-1 và họ kết thúc trận đấu với tỉ số 6-1. Sau trận, ông ta thanh minh rằng lúc đó ông ta không thấy viên cảnh sát đá quả bóng vào lại trong sân.